# Jau gok
Les yau gok ou jau gok sont des boulettes traditionnelles de la cuisine cantonaise, originaires de la province de Guangdong en Chine. Elles sont généralement préparées pendant le Nouvel An chinois et sont consommées dans les régions et communautés de langue cantonaise, notamment à Hong Kong et en Malaisie.

## Origine
Les yau gok étaient façonnés pour ressembler à de l'argent. Ces boulettes ressemblent à d'anciennes formes de monnaie chinoise, comme le sycee. C'est pourquoi les adeptes de la philosophie religieuse taoïste croient que le fait d'en manger une apporte la bonne fortune.

## Préparation
L'enveloppe de la boulette est d'abord faite de pâte de riz gluant. On forme des boulettes qui sont ensuite frites dans un wok.